# 27 август
27 август е 239-ият ден в годината според григорианския календар (240-и през високосна година). Остават 126 дни до края на годината.

## Събития
- 1798 г. – Обединени френски и ирландски сили разбиват английската армия и провъзгласяват Ирландия за република.
- 1813 г. – Наполеон разгромява обединените руско-австрийско-пруски войски в Битката при Дрезден.
- 1859 г. – В Пенсилвания (САЩ) е открит първият нефтен кладенец в света.
- 1883 г. – Вулканът Кракатау в Индонезия започва последната си фаза на изригване.
- 1895 г. – На Черни връх във Витоша започва основаването на Български туристически съюз под ръководството на писателя Алеко Константинов.
- 1896 г. – Англо-занзибарска война: Състои се най-кратката война в историята – едва 38 минути между Обединеното кралство и Занзибар.
- 1908 г. – Основан е белгийският футболен клуб Андерлехт.
- 1911 г. – Основан е ПФК ЦСКА Москва под името ОЛЛС.
- 1916 г. – Първата световна война: Румъния обявява война на Австрия, а Италия обявява война на Германия.
- 1916 г. – Първата световна война: Българската армия осъществява втория етап на Леринската операция на Македонския фронт.
- 1928 г. – В Париж шестнадесет държави подписват пакта Бриан-Келог, който отхвърля войната, като способ за решаване на международни конфликти; окончателно пактът е подписан от 62 държави, но той не допринася с нищо за световния мир.
- 1939 г. – В Германия е осъществен първият в света полет на реактивен самолет.
- 1950 г. – Би Би Си осъществява първото телевизионно предаване на живо.
- 1955 г. – Излиза първият брой на книгата Световни рекорди на Гинес.
- 1959 г. – С решение на Политбюро на ЦК на БКП е закрит концлагера Белене.
- 1962 г. – НАСА изстрелва космическия апарат Маринър 2.
- 1977 г. – В експлоатация е пусната АЕЦ в Чернобил.

- 1979 г. – Бомба на ИРА убива Лорд Маунтбатън и още 3 души, докато са на почивка на яхта в Слайгоу, Ирландия; друга бомба в Северна Ирландия убива 18 британски войници.
- 1991 г. – Европейската общност признава независимостта на Балтийските страни: Литва, Латвия и Естония.
- 1991 г. – Молдова обявява независимостта си от СССР.
- 1999 г. – Руският космонавт Сергей Авдеев поставя световен рекорд по престой в Космоса – 742 дни, прекарани в космическата станция Мир.
- 2000 г. – Кулата Останкино в Москва се запалва, трима души загиват.
- 2003 г. – Марс е в най-близка позиция до Земята за последните 60 000 години, като минава приблизително на 55 758 006 километра от Земята.
- 2006 г. – Самолетът при полет 5191 на „Комеър“ се разбива при излитане от летище „Блу Грас“, Лексингтън, Кентъки и убива всички без един от общо 50 души на борда.

## Родени
- 865 г. – Абу Бакр Мухаммад ибн Зекария ал-Рази, персийски учен († 925 г.)
- 1687 г. – Хенри Кери, английски поет и композитор († 1743 г.)
- 1770 г. – Георг Вилхелм Фридрих Хегел, германски философ († 1831 г.)
- 1828 г. – Христо Г. Данов, български просветител и писател († 1911 г.)
- 1845 г. – Фридрих фон Мартенс, руски юрист и дипломат от немски произход († 1909 г.)
- 1856 г. – Иван Франко, украински писател и литературовед († 1916 г.)
- 1860 г. – Карл Антон Ларсен, норвежки полярен изследовател († 1924 г.)
- 1865 г. – Чарлс Дос, американски политик, Нобелов лауреат († 1951 г.)
- 1867 г. – Марин Василев, български скулптор († 1931 г.)
- 1871 г. – Теодор Драйзър, американски писател († 1945 г.)
- 1874 г. – Карл Бош, немски химик, Нобелов лауреат през 1931 г. († 1940 г.)
- 1878 г. – Пьотър Врангел, белогвардейски генерал († 1928 г.)
- 1890 г. – Ман Рей, американски фотограф († 1976 г.)
- 1896 г. – Иван Михайлов, български революционер († 1990 г.)
- 1897 г. – Ангел Тодоров, български актьор († 1984 г.)
- 1908 г. – Линдън Б. Джонсън, 36-и президент на САЩ († 1973 г.)
- 1909 г. – Валтер Арнолд, германски скулптор († 1979 г.)
- 1915 г. – Норман Рамзи, американски физик, Нобелов лауреат († 2011 г.)
- 1927 г. – Януш Вазов, български сценарист († 2006 г.)
- 1931 г. – Шри Чинмой, индийски мистик, духовен водач и деец за мир († 2007 г.)
- 1938 г. – Стоян Китов, български футболист
- 1941 г. – Сезария Евора, етнопевица от Кабо Верде († 2011 г.)
- 1943 г. – Петер Хениш, австрийски писател
- 1948 г. – Владо Даверов, български писател и сценарист († 2025 г.)
- 1953 г. – Питър Стормър, шведски актьор
- 1954 г. – Петър Величков, български литературовед
- 1955 г. – Боян Ангелов, български писател
- 1959 г. – Герхард Бергер, австрийски пилот от Формула 1
- 1962 г. – Дийн Девлин, американски сценарист
- 1963 г. – Красимир Коев, български футболист
- 1969 г. – Добромир Дафинов, български футболист
- 1969 г. – Сизар Милан, американски рехабилитатор на кучета и тв водещ
- 1970 г. – Питър Ебдън, английски играч на снукър
- 1970 г. – Юлиян Нейчев, български футболист
- 1971 г. – Иван Иванов, български щангист
- 1972 г. – Джими Поп, американски музикант Bloodhound Gang
- 1972 г. – Ерджан Ебатин, български политик
- 1974 г. – Деян Донков, български актьор
- 1976 г. – Карлос Моя, испански тенисист
- 1976 г. – Марк Уебър, австралийски пилот от Формула 1
- 1977 г. – Деко, бразилски футболист
- 1983 г. – Джамала, украинска певица
- 1984 г. – Съли Мунтари, ганайски футболист
- 1986 г. – Слави Панайотов, български ютюбър и писател

## Починали
- 1576 г. – Тициан, италиански художник (* ок. 1485)
- 1635 г. – Лопе де Вега, испански писател (* 1562 г.)
- 1664 г. – Франсиско Сурбаран, испански художник (* 1598 г.)
- 1839 г. – Александър Одоевски, руски поет-декабрист (* 1802 г.)
- 1876 г. – Рафаил Попов, български историк и археолог (* 1940 г.)
- 1935 г. – Ото Шот, немски химик и оптик (* 1851 г.)
- 1936 г. – Иван Енчев, български художник (* 1882 г.)
- 1948 г. – Андон Калчев, български офицер и революционер (* 1910 г.)
- 1950 г. – Чезаре Павезе, италиански писател (* 1908 г.)
- 1952 г. – Кръстьо Сарафов, български драматичен актьор (* 1876 г.)
- 1958 г. – Ърнест Лорънс, американски физик, Нобелов лауреат през 1939 г. (* 1901 г.)
- 1963 г. – Константин Сагаев, български писател и драматург (* 1889 г.)
- 1965 г. – Льо Корбюзие, швейцарски архитект и теоретик на архитектурата (* 1887 г.)
- 1975 г. – Хайле Селасие, император на Етиопия (* 1892 г.)
- 1979 г. – Луис Маунтбатън, британски аристократ (* 1900 г.)
- 1982 г. – Магда Колчакова, българска драматична и киноактриса (* 1914 г.)
- 1990 г. – Стиви Рей Вон, американски блус китарист и певец (* 1954 г.)
- 1994 г. – Любомир Алдев, български футболист (* 1916 г.)
- 2014 г. – Валери Петров, български поет, сценарист, драматург и преводач (* 1920 г.)

## Празници
- Иран – Ден на Аптеката или Рази Ден – в чест на Абу Бакр Мухаммад ибн Зекария ал-Рази
- Молдова – Ден на независимостта (от СССР, 1991 г., национален празник)